# Abedus indentatus
Abedus indentatus – gatunek owada należący do rodziny Belostomatidae. Jest drapieżnym pluskwiakiem wodnym.

## Występowanie
Występuje na terenie Ameryki Północnej, w tym Środkowej.

## Morfologia
Czułki niewielkie. Przednie odnóża grube, środkowe i tylne z włosami ułatwiającymi pływanie. Prowadzi wodny tryb życia. Preferuje wody płynące. Oddycha za pomocą powietrza uwięzionego pomiędzy włosami na brzuchu.

## Behawior i pożywienie
Poluje z zasadzki. W skład jego pożywienia wchodzą inne owady, kijanki, małe ryby. Potrafi latać, co czyni częściej nocą, niż za dnia.

## Rozmnażanie
W trakcie okresu godowego samce wykonują „pompujące” zachowania na powierzchni wody. Przeciętnie „pompowanie” trwa 18,4 sekundy, następnie owad odpoczywa około pół minuty, po czym cały cykl powtarza się. Samce „pompujące” dłużej od ich rywali przeważnie częściej kopulują. Samica składa duże bladobrązowe jaja na grzbiet samca, który odtąd przebywa głównie w stosunkowo bezpiecznych częściach strumienia.